# North Marston
North Marston es una parroquia civil situada en Buckinghamshire, en Inglaterra (Reino Unido). Según el censo de 2021, tiene una población de 770 habitantes.